# Плита Ніуафооу

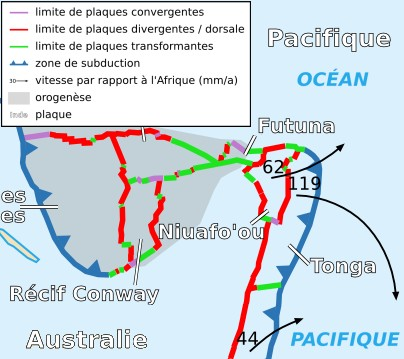
Розташування Плити Ніуафооу

Плита Ніуафооу — тектонічна мікроплита. Має площу — 0,00079 стерадіан. Зазвичай розглядається у складі Індо-Австралійської плити.
Розташована на захід від островів Тонга. Плита затиснута Тихоокеанською плитою з півночі, вельми не стабільною плитою Тонга зі сходу, й Індо-Австралійською плитою з заходу. Межує також на заході з мікроплитою Футуна. Плита обмежена з усіх боків конвергентними границями.